# Dejna
Dejna (Dajna) – rzeka, lewobrzeżny dopływ Gubra o długości 58,41 km i powierzchni zlewni 345,5 km².

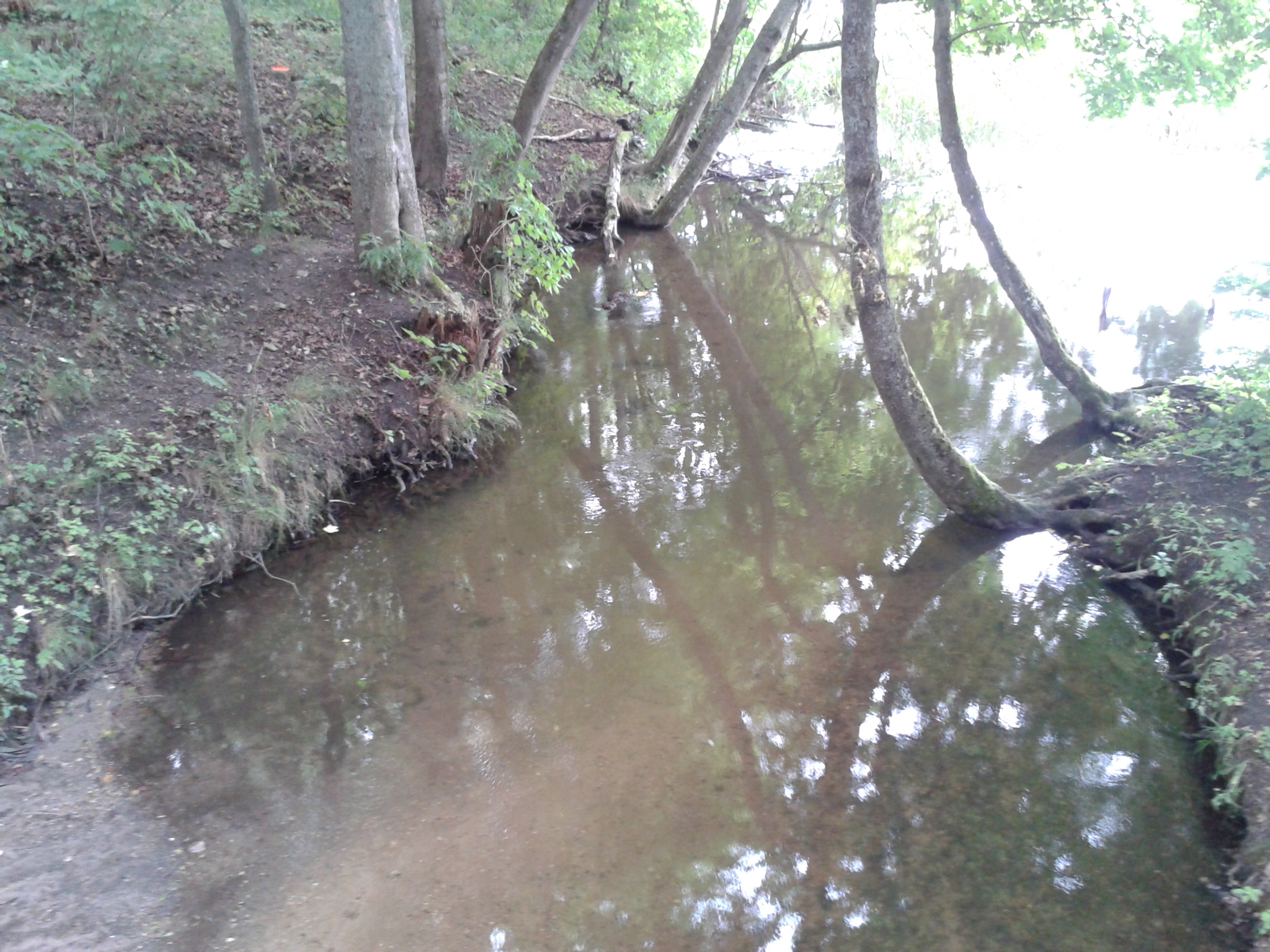
Dejna wpadająca do Jeziora Czos

Rzeka przepływa przez mezoregiony Pojezierze Mrągowskie i Nizina Sępopolska (przez jeziora Wągiel, Wierzbowskie, Czos, Czarne, Kot, Juno, Kiersztanowskie i Dejnowa) oraz przez obszar powiatów mrągowskiego i kętrzyńskiego (przez miejscowości Piecki, Wierzbowo, Mrągowo, Kiersztanowo, Śpigiel, Pilec, Bezławki i Biedaszki). Jej źródła znajdują się w okolicy miejscowości Piecki na zachodnim krańcu Mazurskiego Parku Krajobrazowego. Za początek rzeki Dajny WIOŚ w Olsztynie przyjął ciek uchodzący od południa do jeziora Wągiel. Koryto rzeki przebija się na odcinku kilku kilometrów poprzez przełom morenowy Pojezierza Mrągowskiego. Dajna uchodzi do Gubra w pobliżu miejscowości Biedaszki na zachód od Kętrzyna.
Przepływy charakterystyczne (w m³/s) w okresie 1969–1985:
- wodowskaz Biedaszki: SWQ – 8,5m SSQ – 2,08, SNQ – 0,64

Głównymi punktowymi źródłami zanieczyszczeń rzeki Dajny są:
- ścieki komunalne z Zakładu Gospodarki Komunalnej i Mieszkaniowej w Pieckach, w ilości około 450m³/d (kontrola z listopada 1998) oczyszczane mechaniczno-biologicznie z chemicznym strącaniem fosforu.
- ścieki bytowe z Ośrodka Wypoczynkowego w Wierzbowie w ilości 6,6m³/d (kontrola z lipca 1999), oczyszczane mechaniczno-biologiczne.

Ponadto do jeziora Juno odprowadzane są ścieki:
- przez rów melioracyjny z mechaniczno-biologicznej oczyszczalni z chemicznym strącaniem fosforu, oczyszczalnia dla Mrągowa w Polskiej Wsi (kontrola z marca 1998 – 3150m³/d ścieków komunalnych,
- z mleczarni w Mrągowie, około 1300 m³/d ścieków technologicznych i socjalno-bytowych (kontrola z września 1999 r.), oczyszczalnia mechaniczno-biologiczna z chemicznym strącaniem fosforu.

Poniżej jeziora Dejnowa, rzeka nie przyjmuje zanieczyszczeń ze źródeł punktowych.
Badania czystości wód prowadzone przez WIOŚ w Olsztynie w dwóch punktach: poniżej jeziora Czos w Mrągowie, oraz powyżej ujścia do rzeki Guber w Smokowie (rok 1999).
Jakość wód rzeki Dajny w Mrągowie odpowiadała II klasie czystości, w Smokowie – III klasie czystości.
Substancje organiczne na kontrolowanym odcinku kwalifikowały wody rzeki Dajny do II klasy czystości. Zawartość związków azotu wskazywała na ogół na I klasę czystości, jedynie powyżej ujścia do Gubra (Smokowo) azot azotynowy odpowiadał III klasy czystości. Najwyższe wartości azotu azotynowego wystąpiły w czerwcu i październiku (1999 r.) i wynosiły odpowiednio: 0,076 mg N/l i 0,038 mg N/l. Zawartość fosforu była umiarkowana. W pierwszym i drugim punkcie pomiarowym stężenia charakterystyczne fosforanów i fosforu ogólnego mieściły się w granicach dopuszczalnych dla II klasy czystości. Zawartość sestonu na całym odcinku badanym kwalifikowała do II klasy czystości. Także stan sanitarny w Mrągowie i Smokowie wskazywał na II klasę czystości.